# 塔噶納巴
塔噶納巴(梵文：Thaganapa)：東印度人，印度大乘密宗人士，八十四成就者之一。

## 簡介
塔噶納巴的意思是：「一個老是在打妄語的人。」有天，他又在樹下想著要如何騙人，此時一位僧人對他述說說謊的果報，讓他感到害怕，但他一時又難以戒除，於是僧人依他的心性指導他不需改變妄語便可修行的方法，塔噶納巴依口訣修練七年，了悟空性，獲得成就，最後傳法授徒，最終即身進入空行淨土。